# Operation Harrier
Operation Harrier is een computerspel dat werd ontwikkeld door Creative Materials en uitgegeven door U.S. Gold. Het spel kwam in 1990 uit voor verschillende platforms. Het spel bestaat uit verschillende missies waarbij de speler een Britse VTOL bestuurt. Hierbij wordt de speler bijgestaan door een radar en een kaart. Aan boord beschikt de speler over verschillende wapens. De brandstof is beperkt, maar in sommige missies kan er in de lucht getankt worden. In sommige missies kan het vliegtuig halverwege bevoorraad worden door middel van een tussenlanding.

## Platforms
| Platform | Jaar |
| -------- | ---- |
| Amiga    | 1990 |
| Atari ST | 1990 |
| DOS      | 1990 |

## Ontvangst
| Beoordeeld door                       | Platform | Datum         | Score |
| ------------------------------------- | -------- | ------------- | ----- |
| The One                               | Amiga    | oktober 1990  | 78%   |
| Atari ST User                         | Atari ST | november 1990 | 73%   |
| Amiga Action                          | Amiga    | oktober 1990  | 67%   |
| Amiga Format                          | Amiga    | oktober 1990  | 64%   |
| ACE (Advanced Computer Entertainment) | Amiga    | oktober 1990  | 61%   |
| ASM (Aktueller Software Markt)        | Amiga    | januari 1991  | 42%   |
| ASM (Aktueller Software Markt)        | Atari ST | januari 1991  | 42%   |
| PC Leisure                            | DOS      | november 1990 | 40%   |